# UCI-E-Mountainbike-Weltcup 2021
Beim UCI-E-Mountainbike-Weltcup 2021 wurden durch die Union Cycliste Internationale und die World E-Bike Series die Weltcupsieger im E-Mountainbike ermittelt.

## Ablauf
Nachdem die Erstaustragung des Weltcups im Vorjahr wegen der Corona-Pandemie abgebrochen worden war, konnte er 2021 weitgehend wie geplant stattfinden. Nur der Saisonauftakt in Monaco musste um einen Monat verschoben werden, und eine für Juli im Piemont geplante Runde kam nicht zustande. Die WES ging dazu über, an einem Ort jeweils zwei Rennen an aufeinanderfolgenden Tagen zu organisieren, außer am letzten Renntag. 2021 wurden daher neun Rennen an fünf Orten ausgerichtet, wie folgt:
- Monaco: 24. und 25. April
- Bologna: 5. und 6. Juni
- Charade: 17. und 18. Juli
- Girona: 24. und 25. September
- Castelldefels: 16. Oktober

Die erste Runde fand dem Namen nach in Monaco statt, wo sich der Sitz der WES befindet, de facto allerdings auf französischem Boden bei Peille.

## Männer
| # | Datum         | Ort           | Erster         | Zweiter        | Dritter          |
| - | ------------- | ------------- | -------------- | -------------- | ---------------- |
| 1 | 24. April     | Monaco        | Jérôme Gilloux | Joris Ryf      | Hugo Pigeon      |
| 2 | 25. April     | Monaco        | Jérôme Gilloux | Joris Ryf      | Hugo Pigeon      |
| 3 | 5. Juni       | Bologna       | Jérôme Gilloux | Joris Ryf      | Francescu Camoin |
| 4 | 6. Juni       | Bologna       | Jérôme Gilloux | Joris Ryf      | Andrea Garibbo   |
| 5 | 17. Juli      | Charade       | Joris Ryf      | Jérôme Gilloux | Théo Charmes     |
| 6 | 18. Juli      | Charade       | Joris Ryf      | Jérôme Gilloux | Théo Charmes     |
| 7 | 24. September | Girona        | Jeroen van Eck | Jérôme Gilloux | Théo Charmes     |
| 8 | 25. September | Girona        | Jérôme Gilloux | Joris Ryf      | Ismael Esteban   |
| 9 | 16. Oktober   | Castelldefels | Jérôme Gilloux | Joris Ryf      | Théo Charmes     |

Gesamtwertung
| Platz | Name             | Punkte |
| ----- | ---------------- | ------ |
| 1     | Jérôme Gilloux   | 210    |
| 2     | Joris Ryf        | 183    |
| 3     | Théo Charmes     | 118    |
| 4     | Jeroen van Eck   | 75     |
| 5     | Francescu Camoin | 68     |
| 6     | Milton Ramos     | 64     |

## Frauen
| # | Datum         | Ort           | Erste               | Zweite              | Dritte               |
| - | ------------- | ------------- | ------------------- | ------------------- | -------------------- |
| 1 | 24. April     | Monaco        | Sofia Wiedenroth    | Kathrin Stirnemann  | Karen Pepper         |
| 2 | 25. April     | Monaco        | Sofia Wiedenroth    | Mélanie Pugin       | Kathrin Stirnemann   |
| 3 | 5. Juni       | Bologna       | Nathalie Schneitter | Mélanie Pugin       | Karen Pepper         |
| 4 | 6. Juni       | Bologna       | Mélanie Pugin       | Nathalie Schneitter | Jacqueline Mariacher |
| 5 | 17. Juli      | Charade       | Mélanie Pugin       | Sofia Wiedenroth    | Nathalie Schneitter  |
| 6 | 18. Juli      | Charade       | Nathalie Schneitter | Laura Charles       | Mélanie Pugin        |
| 7 | 24. September | Girona        | Sandra Santanyes    | Malene Degn         | Josefina Casadey     |
| 8 | 25. September | Girona        | Sandra Santanyes    | Josefina Casadey    | Ares Masip           |
| 9 | 16. Oktober   | Castelldefels | Laura Charles       | Kathrin Stirnemann  | Mélanie Pugin        |

Gesamtwertung
| Platz | Name                | Punkte |
| ----- | ------------------- | ------ |
| 1     | Mélanie Pugin       | 133    |
| 2     | Nathalie Schneitter | 86     |
| 3     | Sofia Wiedenroth    | 83     |
| 4     | Karen Pepper        | 77     |
| 5     | Kathrin Stirnemann  | 67     |
| 6     | Sandra Santanyes    | 63     |